# Caveto

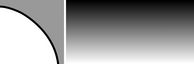
Moldura en caveto. Sección y alzado sombreado.

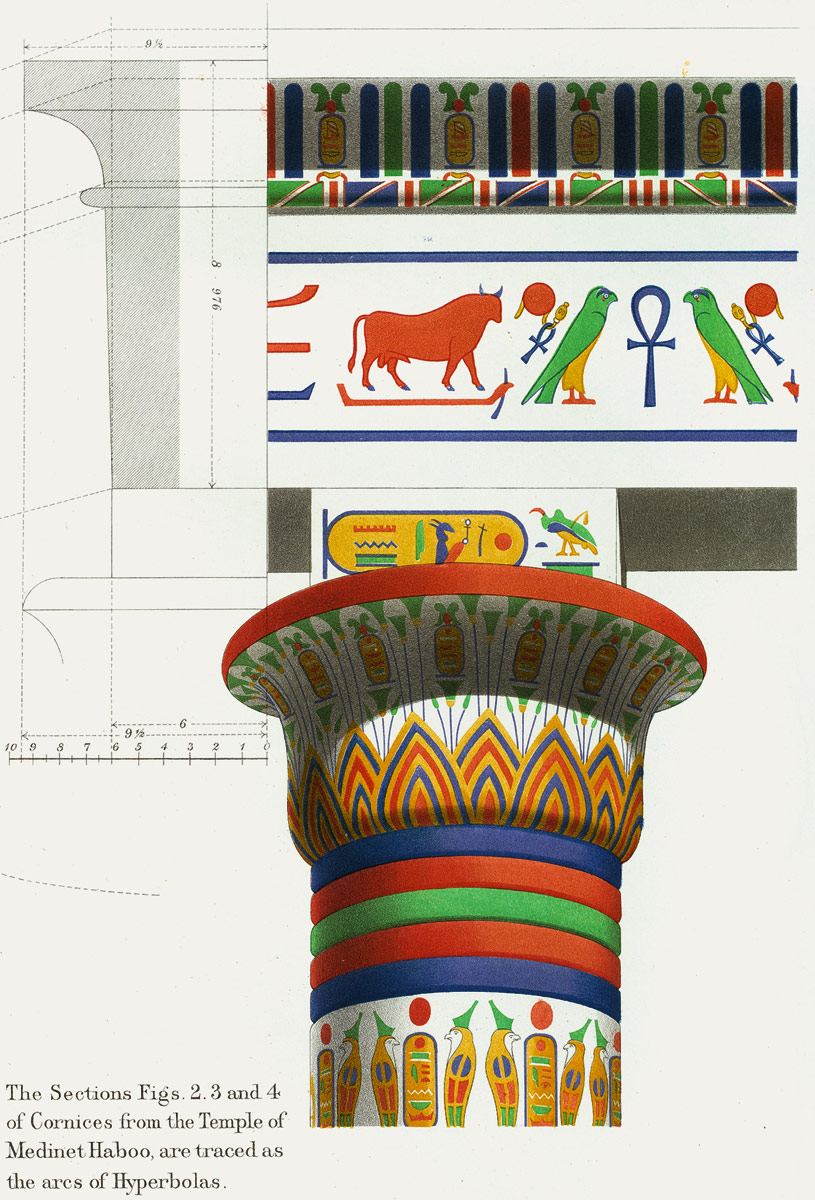
Detalle del Templo de Medinet Habu, Egipto.

El caveto, también denominado esgucio o antequino (del italiano cavetto y este del latín cavus, 'hueco'), es una moldura decorativa cóncava con perfil de cuarto de círculo.
La moldura denominada caveto es característica en la terminación superior de los pilonos, muros y puertas de los templos egipcios. 
El esgucio se utilizaba como remate en la cornisa dórica.
Sustituyó al cimacio en muchos templos etruscos. En la Antigua Roma, a veces fue empleado como ornamentación, en lugar del cimacio de una cornisa, como en el caso del orden dórico del teatro de Marcelo. También se utilizó en la arquitectura románica. 
Se llama caveto recto cuando el vuelo está hacia arriba y caveto al revés cuando está hacia abajo.